# Mamiii
«Mamiii» (estilizado en mayúsculas) es una canción interpretada por la cantante estadounidense Becky G y la cantautora colombiana Karol G. Lanzada a través de Kemosabe Records, RCA Records y Sony Music Latin el 10 de febrero de 2022 como tercer sencillo del segundo álbum de estudio de Becky G, Esquemas. Está escrito por Gomez, Giraldo, Elena Rose y Daniel Echavarría Oviedo y producido por el último. Es la segunda colaboración de ambas, después de «Mi mala (Remix)» de Mau & Ricky que se lanzó en febrero de 2018. Logró posicionarse como el sencillo más alto de ambas artistas en el Billboard Hot 100.

## Video musical
El video se estrenó el 15 de abril de 2022, fue dirigido por Mike Ho y contó con el protagonismo de sus actores Mia Khalifa y Angus Cloud, sin embargo ambas cantantes no aparecen en el video.

## Desempeño en las listas

### Listas semanales
| Listas (2022)                         | posición |
| ------------------------------------- | -------- |
| Argentina (Argentina Hot 100)         | 9        |
| Bolivia (Billboard)                   | 1        |
| Chile (Billboard)                     | 1        |
| Colombia (Billboard)                  | 1        |
| Costa Rica (Monitor Latino)           | 3        |
| República Dominicana (Monitor Latino) | 2        |
| Ecuador (Billboard)                   | 1        |
| El Salvador (Monitor Latino)          | 2        |
| Global 200 (Billboard)                | 4        |
| Guatemala (Monitor Latino)            | 4        |
| Honduras (Monitor Latino)             | 2        |
| México (Billboard)                    | 1        |
| Nicaragua (Monitor Latino)            | 2        |
| Panamá (Monitor Latino)               | 2        |
| Paraguay (Monitor Latino)             | 3        |
| Perú (Billboard)                      | 1        |
| Portugal (AFP)                        | 74       |
| Puerto Rico (Monitor Latino)          | 7        |
| España (Top 100 Canciones)            | 1        |
| Suiza (Schweizer Hitparade)           | 37       |
| Uruguay (Monitor Latino)              | 8        |
| Estados Unidos (Billboard Hot 100)    | 15       |
| Estados Unidos (Hot Latin Songs)      | 1        |
| Estados Unidos (Latin Pop Airplay)    | 5        |
| Estados Unidos (Rhythmic)             | 39       |
| Venezuela Airplay (Monitor Latino)    | 12       |